# ペガスス座S星
ペガスス座S星（ペガスス座Sせい）は、ペガスス座の赤色巨星で脈動変光星。

## 概要
学名はS Pegasi（略称はS Peg）。319.22日の周期で6.9等と13.8等の間を変光するミラ型変光星である。変光に伴いスペクトル型もM5eからM8.5eまで変化する。